# سیخک‌دراز
سیخک‌درازها (نام علمی: Calcarius) نام یک سرده از تیره زردپره‌ایان است.

## گونه‌ها
- سیخک‌دراز لاپلند، Calcarius lapponicus
- سیخک‌دراز اسمیت، Calcarius pictus
- سیخک‌دراز طوق‌بلوطی، Calcarius ornatus